# 67폭동
67폭동(六七暴動)은 영국령 홍콩 시기에 홍콩에서 일어난 대규모 반정부 폭동이었다. 소규모 노동 분쟁에서 시작했는데 시위는 결국 식민 정부에 대항하는 항의가 됐다. 시위대는 부분적으로 몇 달 전 일어난 66폭동에 영향을 받았다.
시위대의 급조폭발물과 화염병 사용은 홍콩 경찰로 하여금 시위대의 본거지와 지도자들을 체포하게 했다. 51명이 이어지는 폭력 와중에 죽었다. 많은 폭탄들을 만든 친중공 학교들은 홍콩 총독 데이비드 트렌치에 의해 폐교됐고 그는 영국령 홍콩에서의 친중공 인쇄물을 금지했다.
시위대는 문화대혁명을 배경으로 등장했고 많은 시위자들은 극좌적 관점과 중화인민공화국에의 동조심을 품었다. 폭동 이후 영국령 홍콩 정부는 사회적 불만을 제대로 다루지 못했음을 반성하여 주요 사회적 개혁을 수행했다. 그러나 1981년에 다른 폭동들이 발생했다.

## 긴장
초기의 시위는 1967년 5월 선박, 택시, 직물, 시멘트 공장들에서 시작한 노동분쟁이었다. 중화인민공화국측과 강한 유대관계를 갖는 홍콩 공회련합회가 관련되어 있었다.
1967년 봄, 홍콩의 정치적 분위기는 긴장상태였다. 홍콩 북쪽의 중화인민공화국은 숙청을 자행하는 홍위병과 문화대혁명의 광풍과 더불어 소란스러운 상태였다. 홍콩 서쪽 포르투갈령 마카오에서는 식민 경찰과 친중공 시위대 사이에 두 달에 걸친 폭력적 충돌이 막 끝났다. 포르투갈군의 개입에도 마카오의 질서는 복구되지 못했고 1967년 1월의 총파업은 포르투갈 정부로 하여금 시위대의 수많은 요구에 동의토록 했으며 포르투갈령 마카오를 사실상 중화인민공화국의 통치에 놓이게 했다. 홍콩에서도 시위가 최대 31회 일어났다.

## 시위 발발

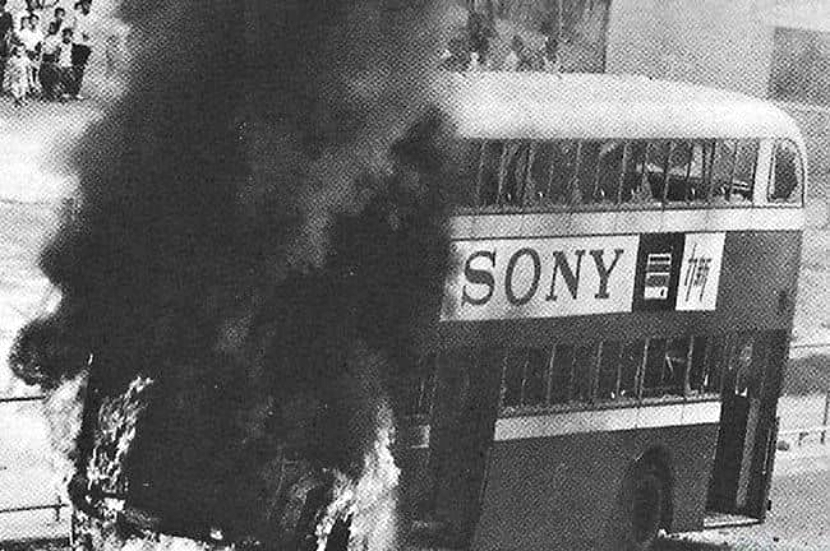
1967년 5월 12일 폭도들에 의해 불 붙은 주룽 버스 회사의 2층버스

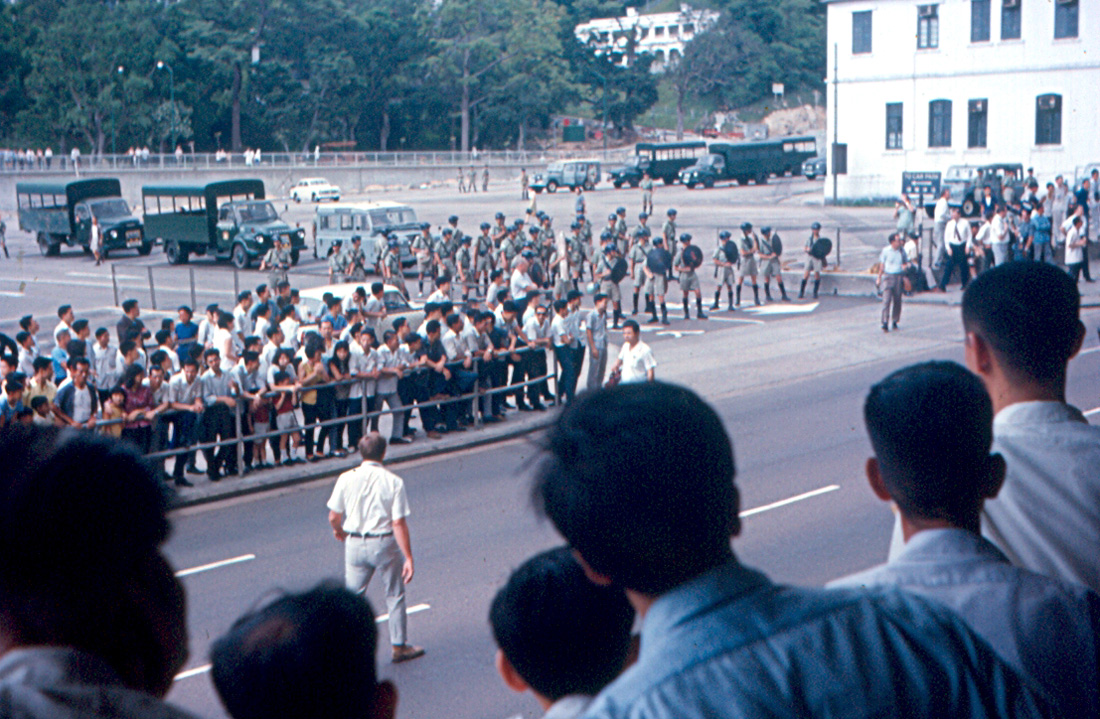
1967년 5월 21일 구경꾼들이 폭도들과 대치할 준비를 하는 경찰을 보고 있다. 위 사진에 등장하지 않는 폭도들은 사진촬영자가 서 있는 곳 우측에 있다.

5월에 가우룽반도 웡다이신구 산포콩에 있는 인조꽃 공장들에서 노동 분규가 시작했다. 노동자 679명 중 노조화되어서 파업하려는 사람 수는 174명이었다. 피케팅하는 노동자들이 관리자와 충돌했고 경찰기동대가 5월 6일 소집됐다. 경찰과 피케팅하는 노동자들 간의 폭력적 충돌 속에 노동자 21명이 체포됐다. 노조 대표도 체포됐다.
다음날 대규모 시위가 홍콩의 거리 곳곳에서 일어났다. 수많은 친중국 시위대는 마오 주석 어록을 왼손에 들고 공산주의 표어를 외쳤다. 홍콩 경찰은 시위대와 대치하고 127명을 더 체포했다. 통행금지령이 실시됐고 모든 경찰 인원들이 비상 대기 상태에 들어갔다.
중화인민공화국 신문들은 시위대의 행동을 찬양하고 식민 정부의 행동을 '파쇼 잔혹행위'로 규탄했다. 홍콩의 친중국 성향 신문 대공보와 문회는 이와 비슷하게 시위대를 지지했고 식민정부에 반대했다.
홍콩 중구에서 친중공 구호와 선전을 방송하는 큰 확성기들이 중국은행 건물 옥상에 설치됐다. 식민당국은 근처에 월극을 요란하게 울려퍼지게 하는 더 큰 스피커들을 설치함으로써 대응했다. '피에는 피로', '흰 돼지놈들을 끓이자', '영제 타도', '데이비드 트렌치 목을 매달자' 같은 표어들을 포함한 벽보들이 걸렸다. 학생들은 시민들에게 시위에 대한 정보와 친중공 구호를 담은 신문을 배포했다.

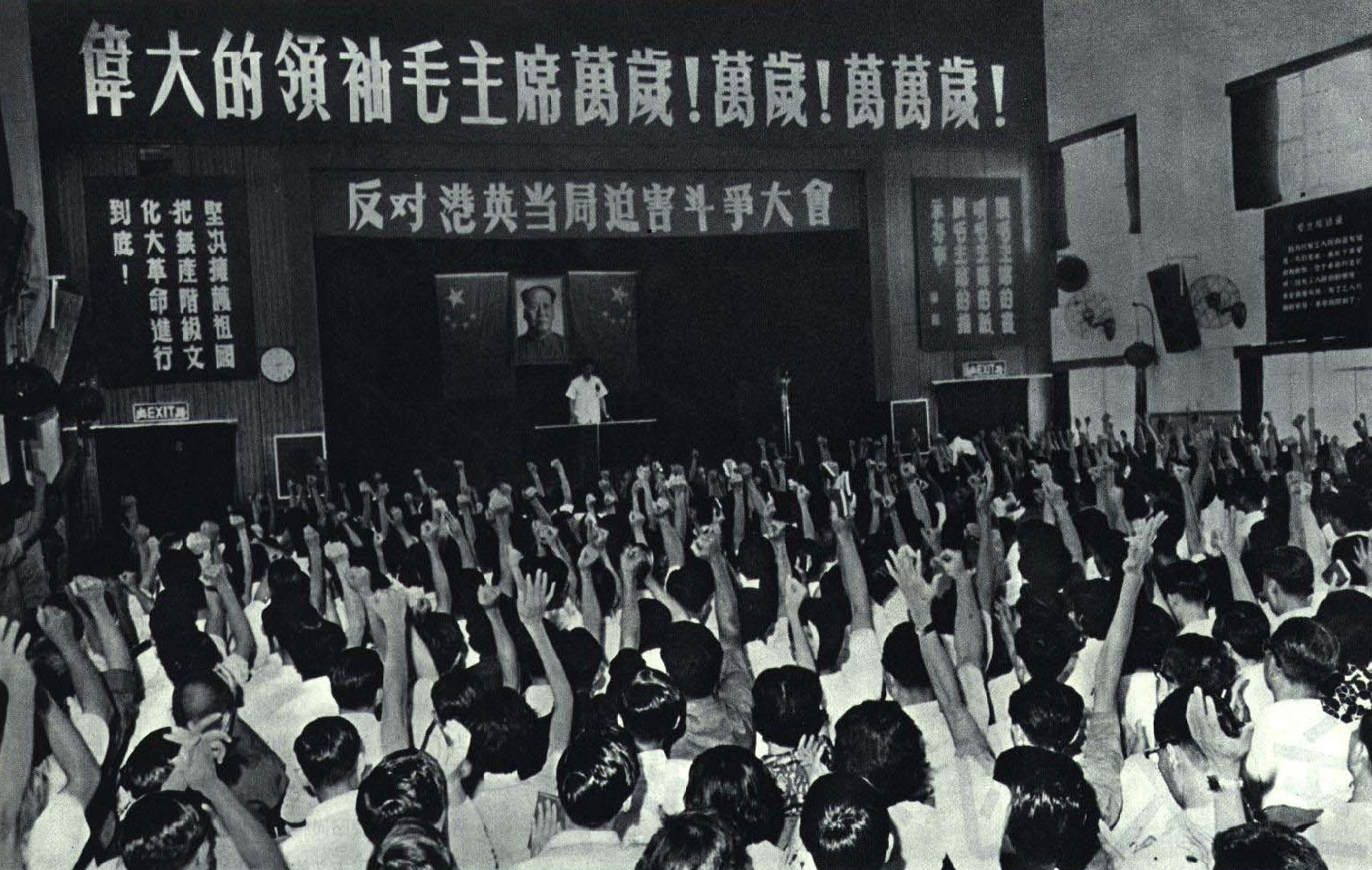
반영투쟁위원회 회의

5월 16일, 시위대는 반영투쟁위원회를 조직했다. 홍콩 공회련합회 출신 영퀑이 회장이 됐다. 이 위원회는 일련의 대규모 시위들을 조직하고 조정했다. 서로 다른 극좌 조직 17곳에서 나온 지지자 수 백 명이 홍콩 예빈부 밖에서 친중공 표어와 함께 노래를 부르며 시위를 했다. 동시에 수많은 노동자들이 파업에 돌입했다. 이 여파로 홍콩의 교통망이 마비됐다.
5월 22일, 더 큰 폭력이 발생했고 167명이 추가로 체포됐다. 폭도들은 경찰관이나 경찰차에 돌을 던지는 등 더 정교한 전술들을 사용하기 시작했고, 경찰이 이에 대응하자 신문사, 은행, 백화점 같은 극좌세력 '근거지'로 후퇴했다. 사상자가 나오기 시작했다. 시위대 최소 8명이 7월 1일 이전에 숨진 것으로 기록됐는데 대부분은 경찰이 쏜 총에 맞거나 경찰에 구타당해 희생됐다.

## 폭력의 절정

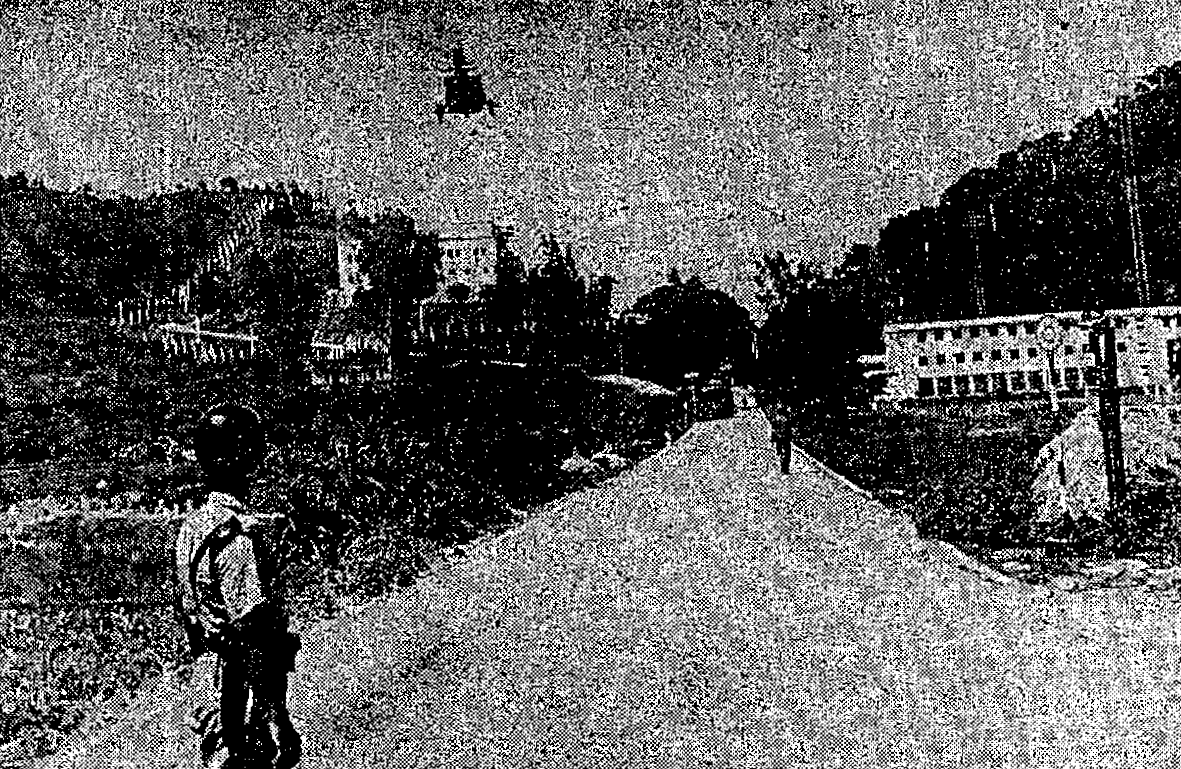
사타우콕(Sha Tau Kok) 사건이 벌어진 오후 경찰관이 코든(cordon) 검문소에서 경계를 서고 있다. 군용 헬기가 저공 정찰을 수행하기 위해 현장에 도착했다.

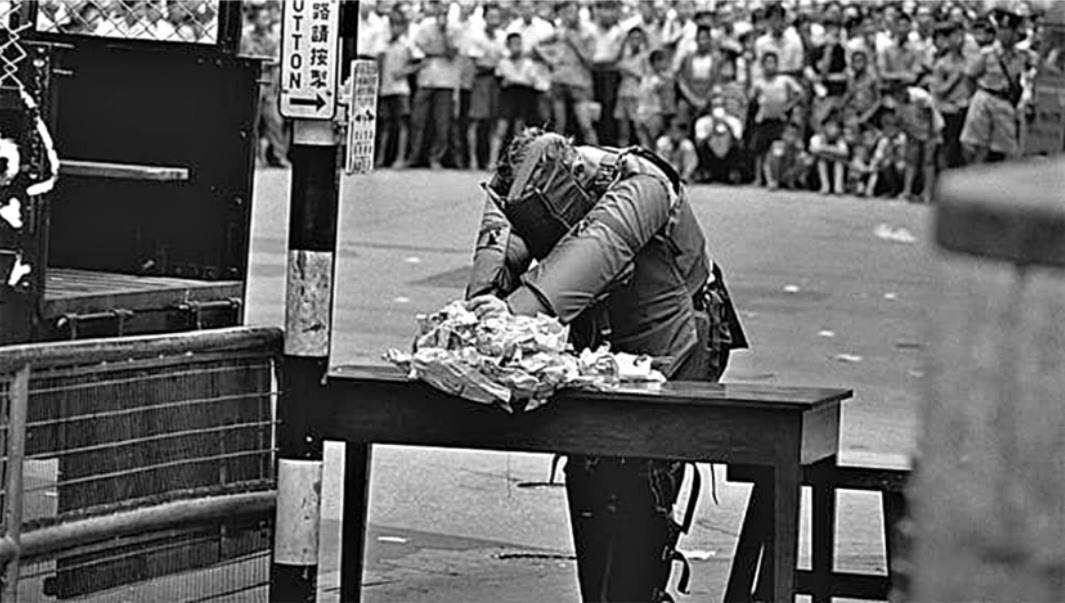
급조폭발물을 제거하려는 영국군 폭탄 해체 전문가

7월 8일 예비역 부대를 포함한 중공측 시위대 수 백 명이 사타우콕 국경을 넘어 근처에 머무르던 홍콩 경찰관들을 공격했다. 경찰은 최루탄과 목재총알로 시위대를 해산하려 했고 무장한 시위대가 경찰에 발포했다. 잠깐의 교전으로 경찰관 5명이 죽었고 11명이 다쳤다. 인민일보는 홍콩 시위대를 지지하는 사설을 발표했고, 중화인민공화국이 영국령 홍콩 통제를 준비한다는 소문이 돌기 시작했다. 홍콩의 친중공 시위대는 총파업 조직을 꾀했으나 성공하지 못했다. 중국인 홍콩 경찰을 설득하려는 노력도 실패했다.
평화적 수단을 사용할 수 없던 시위대는 폭탄과 모형 폭탄을 도시 전역에 설치하는 더 극단적인 방법에 의존했다. 일상 생활은 심각하게 방해받았고 사상자가 늘기 시작했다. 8살 여자 아이 웡이만과 그의 두 살배기 남동생 웡슈판이 집 근처에서 선물처럼 포장된 폭탄에 목숨을 잃었다. 군경 측 폭탄 해체 전문가들은 수제 폭탄 8천 개를 없앴는데 그 중 1100개는 모형이 아니라 진짜 폭탄이었다. 현지인들은 이러한 폭탄들을 파인애플이라고 불렀다. 경찰 시설들이 폭탄, 파편성 폭발물, 수많은 발사체들의 목표가 됨에 따라 홍콩의 경찰서 대부분은 사대로 방어됐다.
홍콩 정부는 긴급조치를 발령하여 경찰에 불안 상태를 가라앉힐 특별 권한을 부여했다. 극좌 신문은 발간이 금지됐고, 중화중학처럼 폭탄을 만드는 곳으로 알려진 극좌 학교가 문을 닫았으며 수많은 친중공세력 지도자들이 체포 및 구금됐다. 이들 중 일부는 중국 본토로 송환됐다.
7월 19일, 시위대는 중국은행 건물에 철조망을 세웠다.
이에 대응하여 경찰은 키콴 맨션 같은 극좌세력 근거지를 습격했고 영국군 항모 R12 HMS 허미즈에서 이륙한 헬기가 해당 건물 옥상에 경찰관들을 침투시켰다. 경찰은 건물에 진입하자마자 폭탄, 무기 뿐 아니라 조제실과 수술실도 갖춘 극좌세력의 '병원'도 발견했다.
폭력에 반대하는 시민들의 격렬한 반응이 매체에 널리 보도됐고 시위대는 전술을 바꿨다. 8월 24일, 유명한 반공 라디오 방송인 람분이 사촌과 같이 출근하던 도중 도로 보수공사를 하는 노동자들로 위장한 사람들에게 살해당했다. 람분을 공격한 사람들은 그가 차에서 내리지 못하게 했고, 그는 산채로 불에 탔다. 폭도들에 반대하는 목소리를 낸 다른 인물들도 위협을 받았는데 명보의 회장 김용이 그 중 한 명이었다. 그는 이후 1년 간 홍콩을 떠났다.
1967년 10월까지 폭탄을 동원하는 폭력 사태는 진정되지 않았다. 12월 저우언라이는 홍콩의 극좌집단들에게 폭탄 설치를 멈추라고 지시했고 폭동은 결국 끝났다. 폭동 기간 도중 임표의 고위급 우군들 중 하나이자 광저우 군구 사령관이었던 황용성이 비밀리에 홍콩을 침략해서 점령할 것을 제안했지만 저우언라이가 반대했다는 것이 훗날 밝혀졌다.

## 여파

### 사상자
51명이 죽었고 그 중 22명은 경찰에 의해, 15명은 폭탄 공격으로 숨졌다. 832명이 다쳤고 4,979명이 체포됐으며 1,936명이 유죄 판결을 받았다. 재산 피해는 수 백 만 달러에 달했는데 56폭동 때의 피해를 뛰어넘는 수치다. 홍콩의 미래에 대한 낙관적인 시각이 변했으며 수많은 부자들은 재산을 팔아 외국, 특히 캐나다, 호주, 싱가포르로 이민을 갔다.
| Name                         | Age | Date of death | Notes |
| ---------------------------- | --- | ------------- | --- |
| Chan Kong-sang               | 14  | 1967-05-12    | An apprentice hairdresser who died during a riot in Wong Tai Sin Resettlement Area |
| Tsui Tin-po (徐田波)         | 42  | 1967-06-08    | A worker in the Mechanics Division of the Public Works Department who died in custody inside Wong Tai Sin Police Station after his arrest                                                          |
| Lai Chung (黎松)             | 52  | 1967-06-08    | A Towngas worker who was shot by police in a raid and then died by drowning |
| Tsang Ming (曾明)            | 29  | 1967-06-08    | A Towngas worker who was beaten to death by police in a raid |
| Tang Chi-keung (鄧自強)      | 30  | 1967-06-23    | A plastics factory worker who was shot by police in a raid against a trade union |
| Chau Chung-shing (鄒松勝)    | 34  | 1967-06-24    | A plastics factory worker who was beaten to death by police after his arrest |
| Law Chun-kau (羅進苟)        | 30  | 1967-06-24    | A plastics factory worker who was beaten to death by police after his arrest |
| Lee On (李安)                | 45  | 1967-06-26    | A worker for Shaw Brothers Studio who died while being admitted to hospital from a law court. |
| Fung Yin-ping (馮燕平)       | 40  | 1967-07-08    | A police corporal who was killed by militiamen from mainland China in the border town of Sha Tau Kok                                                                                               |
| Kong Shing-kay (江承基)      | 19  | 1967-07-08    | A police constable who was killed by militiamen from mainland China in the border town of Sha Tau Kok                                                                                              |
| Mohamed Nawaz Malik          | 28  | 1967-07-08    | A police constable who was killed by militiamen from mainland China in the border town of Sha Tau Kok                                                                                              |
| Khurshid Ahmed               | 27  | 1967-07-08    | A police constable who was killed by militiamen from mainland China in the border town of Sha Tau Kok                                                                                              |
| Wong Loi-hing (黃來興)       | 27  | 1967-07-08    | A police constable who was killed by militiamen from mainland China in the border town of Sha Tau Kok                                                                                              |
| Zhang Tiansheng (張天生)     | 41  | 1967-07-08    | A militiaman from mainland China who was shot and killed by Hong Kong Police in the border town of Sha Tau Kok                                                                                     |
| Cheung Chi-kong (鄭浙波)     | 32  | 1967-07-09    | A porter working in Western District who was shot and killed during a riot |
| Ma Lit (馬烈)                | 43  | 1967-07-09    | A porter working in Western District who was shot and killed during a riot |
| Lam Po-wah (林寶華)          | 21  | 1967-07-09    | A police constable who was killed by a stray bullet during a riot |
| Choi Wai Nam (蔡惠南)        | 27  | 1967-07-10    | A rioter who was shot and killed by police on Johnston Road, Wan Chai |
| Lee Chun-hing                | 35  | 1967-07-10    | A furniture worker who was beaten to death by protesters on Johnston Road, Wan Chai |
| Li Sze (李四)                | 48  | 1967-07-11    | A rioter who was shot and killed by police on Johnston Road, Wan Chai |
| Mak Chi-wah (麥志華)         |     | 1967-07-12    | A rioter who was shot and killed by police on Un Chau Street, Sham Shui Po |
| unknown                      |     | 1967-07-12    | A rioter who was shot and killed by police on Soy Street, Mong Kok |
| Ho Fung (何楓)               | 34  | 1967-07-14    | A worker for Kowloon Dockyard who was killed in a police action against the Kowloon Dock Workers Amalgamated Union                                                                                 |
| unknown                      |     | 1967-07-14    | A rioter who was shot and killed by police on Reclamation Street, Yau Ma Tei |
| Yu Sau-man (余秀文)          |     | 1967-07-15    | A rioting employee of Wheelock Spinners who was shot and killed by police |
| So Chuen (蘇全)              | 28  | 1967-07-26    | A worker from a textile factory who was shot and killed by police in Mong Kok while attacking a bus in service                                                                                     |
| Ho Chuen-tim (何傳添)        |     | 1967-08-09    | A fisherman from Sha Tau Kok who was arrested during a police raid on a memorial service held for killed demonstrators on 24 June. Died on 9 August.                                               |
| Wong Yee-man (黃綺文)        | 8   | 1967-08-20    | An 8-year-old girl who was killed, along with her younger brother, by a homemade bomb wrapped like a gift on Ching Wah Street, North Point                                                         |
| Wong Siu-fan (黃兆勳)        | 2   | 1967-08-20    | Younger brother of Wong Yee Man |
| Lam Bun(林彬)                | 37  | 1967-08-25    | A radio commentator for Commercial Radio Hong Kong who was killed in an incendiary attack by a group of men posing as road maintenance workers on his way to work on 24 August. Died on 25 August. |
| Charles Workman              | 26  | 1967-08-28    | A sergeant in the Royal Army Ordnance Corps who was killed when a homemade bomb he was defusing at Lion Rock exploded                                                                              |
| Ho Shui-kei (何瑞麒)         | 21  | 1967-08-29    | A rioting mechanical worker who was shot and killed by police in Tung Tau Village, Wong Tai Sin.                                                                                                   |
| Lam Kwong-hoi (林光海)       |     | 1967-08-29    | A technician for Commercial Radio Hong Kong who was killed in an incendiary attack with his elder cousin Lam Bun on his way to work on 24 August. Died on 29 August.                               |
| Aslam Khan                   | 22  | 1967-09-03    | A firefighter who was killed by a homemade bomb during a failed defusing |
| Cheung Chak (章集)           | 38  | 1967-09-03    | A rioting bus driver who was wounded in a police shooting on 30 August. Died of pneumonia on 3 September.                                                                                          |
| Yau Chun-yau (邱進友)        |     | 1967-09-20    | A Royal Hong Kong Jockey Club worker who was killed by the explosion of his own bomb near barracks in Kam Tsin, Sheung Shui.                                                                       |
| Lo Hon-bun (盧漢彬)          |     | 1967-10-01    | A rioter who was killed in a police shooting |
| To Hung-kwong (杜雄光)       | 19  | 1967-10-13    | A police constable who was killed by a bomb in Wanchai |
| Tong Tak-ming Peter (唐德明) | 18  | 1967-10-14    | A middle school student who was killed by a bomb in Wanchai |
| Ronald J. McEwen             | 37  | 1967-11-05    | A senior police inspector who was killed by a bomb in Causeway Bay while clearing the area of civilians. Many others were injured.                                                                 |
| Sit Chun-hung                |     | 1967-11-28    | A police constable who was stabbed to death in Shek Kip Mei |
| Lee Koon-sang                |     | 1967-12-9     | A police constable who was shot and killed in Kam Tin |

| Name           | Prisoner no. | Date of death | Notes |
| -------------- | ------------ | ------------- | --- |
| Tsang Tin-sung | 27381        | 1968-01-27    | A 32-year-old worker who took part in the Mong Kok riot on 15 July 1967, sentenced to 14 months in jail. Found dead after hanging himself on the morning of 27 January 1968.                   |
| Tang Chuen     | 28017        | 1969-12-29    | Chairman of a pro-CCP workers' union who initiated a riot in Taikoo Dockyard on 6 June 1967, sentenced to 6 years in jail. Died from liver disease in Queen Mary Hospital on 29 December 1969. |

### 반응

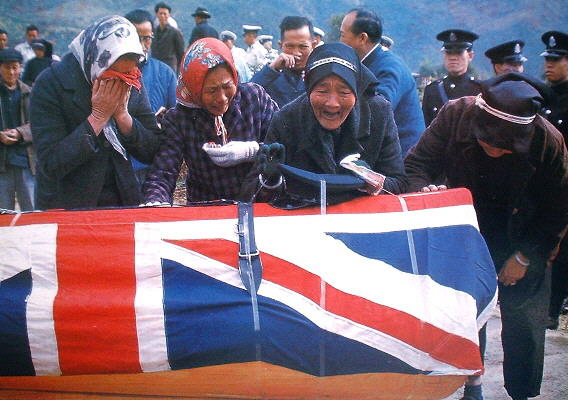
1967년 12월 13일에 열린 경찰관 리쿤상의 장례식

8월 22일, 베이징에서 수 천 명이 주중 영국 대표부 밖에서 시위를 한 후 홍위병이 대표부 건물을 공격하고 불태웠다.
중화인민공화국 측과 긴밀한 유대관계를 가졌던 수많은 극좌 집단들이 67폭동 도중 그리고 이후에 와해됐다. 특히 람분 암살은 수많은 홍콩 시민들을 격분케 했고 홍콩에서의 극좌적인 움직임들은 불신을 얻었다. 홍콩 시민들 사이에 중화인민공화국에 대한 신뢰가 손상됐고, 지역 내 중공 동조자들은 한 세대 넘게 심각한 타격을 입었다.

### 사회적 개혁
66폭동과 67폭동은 홍콩의 사회적 개혁을 촉발시켰다. '적극적 불개입'(non-interventionism)이 1971년에 도입됐는데 데이비드 트렌치는 마지 못해 몇몇 사회 개혁안을 도입했다. 1970년대 머레이 맥리호스 재임기에 개혁의 범위가 크게 확대되어 홍콩에서의 삶을 바꿨고 홍콩이 아시아의 네 마리 용 중 하나로 부상하게 됐을 뿐 아니라 '홍콩인의 핵심 가치'로 일컬어지는 사자산 정신의 대두로 이어졌다.

## 유산
영국 정부는 폭동 도중의 대처로 홍콩 경찰을 높게 사서 1969년에 엘리자베스 2세는 홍콩 경찰에 '왕립'이라는 수식어를 추가하는 특권을 줬고 이는 1997년 홍콩 반환 시까지 이어졌다.
수많은 시위자들이 홍콩 정계에서의 발판을 마련했다. 가령 창탁싱(Tsnag Tak-sing)은 훗날 민주건항협진연맹(민건련)을 공동 창당했다. 형제 창욕싱(Tsang Yok-sing)과 더불어 홍콩에서 마르크스주의를 계속 고취했다. 2001년에 행정장관 퉁치화가 영쾅에게 대자형훈장(그랜드 바우히니아 훈장)을 수여했는데 이는 중화인민공화국 홍콩특별행정구가 67폭동을 지지하는 입장이었는지에 대한 논쟁을 야기한 상징적 제스처가 됐다.
2017년 67폭동에 참가한 시위대 수 백 명이 우홉섹(Wo Hop Shek) 공동묘지에 모여 67폭동 50주년 기념식을 했다. 주요 참가자들에는 전직 변호사 응렁싱(Ng Leung-sing), 홍콩 공회련합회 인사 룩충훙(Luk Chung-hung), '67시너지그룹' 지도자 찬시윈(Chan Shi-yuen)이 있었다. 그들은 중화인민공화국 측에 67폭동 지지를 촉구하면서 '영국 식민 폭정에 대항한 애국적 행동'이라고 일컬었다.

## 경찰 웹사이트 수정 논쟁
2015년 9월 중순 매체에 의하면 홍콩 경무처 웹사이트에 있는 67폭동 관련 설명에서 공산주의자 관련 부분, 특히 67폭동에 책임이 있는 집단의 정체에 대한 부분을 삭제했다.
가령 '폭탄이 극좌주의자들의 학교 교실에서 만들어져서 거리에 무차별적으로 뿌려졌다.'는 부분이 '폭탄이 거리에 무차별적으로 뿌려졌다'로 바뀌었고 '마오 주석 어록을 하늘 높이 흔들며 표어를 외쳤다'는 표현이나 부유한 친중공 사업가의 위선을 비판하는 문장 전체가 삭제됐다.
해당 편집으로 인해 67폭동이 시위대보다 영국 식민 정부에 있는 것처럼 역사를 다시 쓰려는 논쟁이 발생했다. 경무처 처장 스티븐 로는 공식 웹사이트 상의 내용 변화는 쉬운 읽기를 위해 간단히 바뀌었을 뿐이라며 정치적 동기는 없었다고 했지만 비평가들은 이를 납득지 못했다. 해당 서술 변경은 이후 되돌려졌다.

## 같이 보기
- 66폭동
- 1989년 천안문 사건